# Topónimos romanos em Itália
Esta é uma lista das designações romanas de localidades na província da Itália, sensivelmente correspondente ao actual país, Itália.
| Nome romano          | Nome actual                                 | Localização    |
| -------------------- | ------------------------------------------- | -------------- |
| Agrigento            | Agrigento                                   | Sicília        |
| Arimínio             | Rimini                                      | Emília-Romanha |
| Arécio               | Arezzo                                      | Toscana        |
| Ásculo (Marcas)      | Ascoli Piceno                               | Marcas         |
| Ásculo (Marcas)      | Ascoli Satriano                             | Apúlia         |
| Augusta dos Taurinos | Turim                                       | Piemonte       |
| Bonônia              | Bolonha                                     | Emília-Romanha |
| Brundísio            | Brindisi                                    | Apúlia         |
| Vico de Cale         | Cagli                                       | Marcas         |
| Castro Truentino     | Porto d'Ascoli                              |                |
| Clúsio               | Chiusi                                      |                |
| Cosência             | Cosenza                                     |                |
| Drepana              | Trapani, Sicília                            |                |
| Fésulas              | Fiesole                                     |                |
| Fano de Fortuna      | Fano                                        |                |
| Florência            | Florença                                    |                |
| Fórum Semprônio      | Fossombrone                                 |                |
| Gênua                | Génova                                      |                |
| Hélvilo              | Fossato di Vico                             |                |
| Lilibeu              | Marsala, Sicília                            |                |
| Lucéolis             | Cantiano                                    |                |
| Mediolano            | Milão                                       |                |
| Messana              | Messina                                     |                |
| Nápoles              | Nápoles                                     |                |
| Nárnia               | Narni                                       |                |
| Nomento              | Mentana                                     |                |
| Pisa                 | Pisa                                        |                |
| Pistória             | Pistoia                                     |                |
| Ravena               | Ravena                                      |                |
| Reate                | Rieti                                       |                |
| Régio                | Régio da Calábria                           |                |
| Sena Júlia           | Siena                                       |                |
| Segúsio              | Susa                                        |                |
| Sena Gálica          | Senigália                                   |                |
| Sentino              | Sassoferrato                                |                |
| Suasa                | Pian Volpello, Castelleone di Suasa, Ancona |                |
| Sútrio               | Sutri                                       |                |
| Ticino               | Pavia                                       |                |
| Volsínios            | Bolsena                                     |                |

## Rios
- Matauro, actual rio Metauro